# Манастир Жилинци
Манастир Жилинци је манастир који је подигнут на темељима старог манастира из 14. века. Налази се у Епархије крушевачке СПЦ, у селу Жилинцима у Општина Брус.

## Историја
Брус и Копаоник нуде сијасет занимљивих излета, пешачких тура, бербе лековитог биља, печурки, а ко жели по сеоским домаћинствима може да скупља сено, бере малине, купине, или друго воће којим је обод жупског краја више него богат. У кругу од неколико километара има више од десетак археолошких, историјских и верских локалитета. Остаци цркава, манастира, из 13. и 14. века, као што је манастир Лепенац посвећен „Св.Стефану”, задужбина Деспота Стефана Лазаревића, најутицајнијег владара, па манастир „Милентија” (некад „Мелентија”) један од најлепших и најраскошнијих грађевина Моравске Србије, грађен попут цркве Лазарица. Ту су и остаци чувеног средњовековног града Козника, познатог као „Јеринин град” на само десет километара од Бруса, на десној обали Расине и надморској висини од 922 метра, идеалан за краће дневне излете.
Предање каже да је град зидала сама Јерина, жена Ђурђа Бранковића. Камење из Расине су носили сви: људи, жене, деца, старци, па чак и козе. По њима је град и добио име Козник. Од напорног рада људи су падали, котрљали се низ стрме литице и заустављали се у грчу од бола у равници на месту које је названо Грчак. Историја Козника је интересантна, јер на темељима римског кастела Лазаревића, Радич Поступовић, познатији у народним песмама као „Рајко од Расине” утврдио град, с краја 14. века. Козник је чувао жупу Расину, виноградарску Жупу, шумско и рудно благо Копаоника и задужбине српских владара од Турака. У холу Културног центра у Брусу се налази величанствена макета града Козника. Од историјско верских и архитектонске заоставштине у околини су још: светилиште „Метође”, црквина „Дуб” из шестог века, цркве: Св. Петра и Павла, Св. Петке, Стрмац, Св. Богородице – Боранци, Св. Арханђела Гаврила –Дупци, Св. Николе –Батоте, па Св. Романа –Рибари, Св. Јована– Жилинци. Пешачке туре ка висовима и разуђеним обронцима „крова Србије” лако се достижу са непуних 500 метара надморске висине. А клима, уз хладне вечери, кад вам је потребан џемпер или јакна иако је у току дана било и свих 35 степени прија свима. Од особа са хроничним алергијама до срчаних болесника, који, по брижљиво покошеним ливадама и планинским косинама, шетају и беру боровнице или лековито биље за обиље чајева по којима је овај крај познат.